# کارلو لوئیسی
کارلو لوئیسی (انگلیسی: Carlo Luisi؛ زادهٔ ۲۰ مارس ۱۹۷۷) بازیکن فوتبال اهل ایتالیا است.
از باشگاه‌هایی که در آن بازی کرده‌است می‌توان به باشگاه فوتبال مودنا، باشگاه فوتبال آسکولی، باشگاه فوتبال پیاچنزا، باشگاه فوتبال دلفینو پسکارا، باشگاه فوتبال بنونتو، و باشگاه فوتبال پیزا اشاره کرد.